# 笠原晶
笠原晶（11月9日—）是日本女性聲優。神奈川縣出身。舊名：小坂晶（小坂あきら）。

## 演出作品

### 電視動畫
- R.O.D THE TV（男子A）
- 犬夜叉（女學生、部員）
- 植木的法則（植木翔子）
- 萬花筒之星（ティム、キャスト）
- 聖槍修女（小孩）
- 鬼面騎士（女子高中生）
- School Rumble（美琴之母、手下1）
- 抓鬼天狗幫（遊女）
- ToHeart2（山田满）

2017年
- 捏造陷阱 -NTR-（班上女子B、保健老師）

### OVA
- 萬花筒之星（バーベラ）

### 電子遊戲
- ToHeart2（山田满）
- 狀況開始！（長谷部邦佳）